# 元宇宙

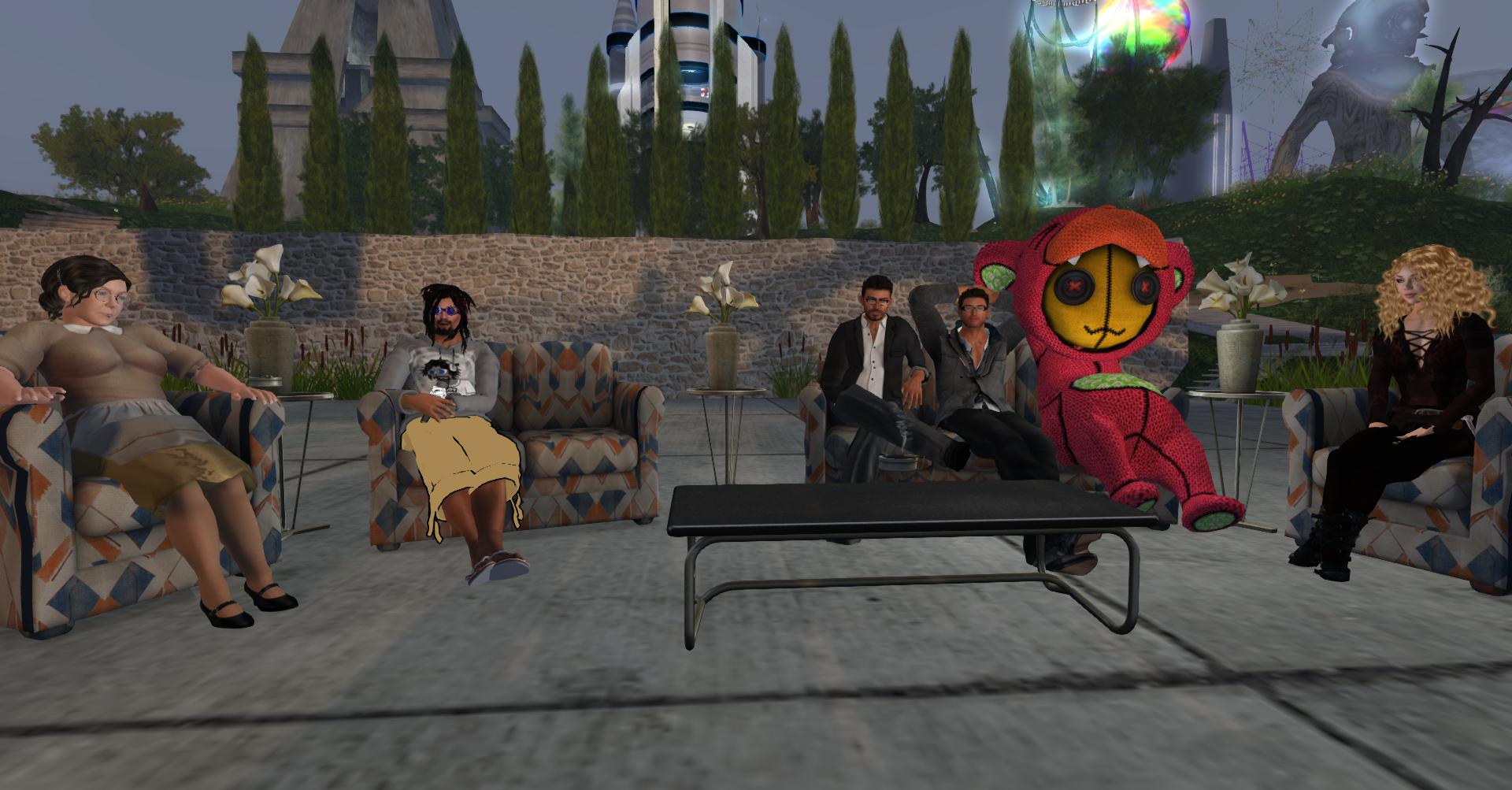
在 2003 年虛擬世界第二人生中的頭像

元宇宙（英語：metaverse），或稱為後設宇宙、形上宇宙、元界、魅他域、超感空間、虛空間，是一個聚焦於社交連結的3D虛擬世界之網路。元宇宙主要探討一個持久化和去中心化的線上三維虛擬環境。此虛擬環境將可以通過虛擬實境眼鏡、擴增實境眼鏡、電話、個人電腦和電子遊戲機進入人造的虛擬世界。元宇宙的概念已有限地應用於VRChat等平台或《第二人生》等遊戲中。元宇宙在電腦遊戲、商業、教育、零售和房地產領域都有相當的潛力。運用方面，元宇宙目前主要受限於與實時虛擬環境互動所需的硬體裝置和傳感器的技術限制。許多公司，如Meta、機器磚塊、Valve、Epic Games、字节跳动和微軟等，正在投資元宇宙技術的研究，以使其更符合成本效益和拓展其運用層面。元宇宙可以視為一種各樣現成科技等巨大應用程式，即一個虛擬空間。此虛擬空間需要各種科技如區塊鏈、人工智慧、擴增實境、機器視覺。關心元宇宙的人士也關注訊息隱私與使用者成癮問題，這也是目前所有社交媒體和電腦遊戲行業所面臨的挑戰。

## 元宇宙的要素
元宇宙包括物質世界和虛擬世界，一個獨立運作的經濟系統，以及化身和數碼資產在元宇宙不同部分的可轉移性。元宇宙將會是去中心化的（沒有中央統一管理機構），將有許多公司和個人在元宇宙內經營自己的空間。元宇宙的其他特色包括數碼持久化和同步，這意味著元宇宙中的所有事件都是實時發生，並具有永久的影響力。元宇宙生態系統包含了以用戶為中心的要素，例如頭像（Avatar）
、身份、內容创作、虛擬經濟、社會可接受性、安全和隱私以及信任和責任。

## 應用的可能性
元宇宙包含許多應用的可能性。理想的元宇宙容許用戶進行任何體驗或活動，或者解決他們幾乎所有的需求，所以在理想狀態下，元宇宙可應用於任何事物。
在商業領域，元宇宙可用於虛擬辦公平台，用戶可在模擬辦公環境的3D環境中進行虛擬協作。這方面的例子包括Meta的Horizon Workrooms和微軟的Mesh。這可進一步讓員工在任何地方進行虛擬工作，減少在城市中生活的需要。
在教育領域，元宇宙可被用來在任何地方和任何歷史點進行實地考察。2021年，英偉達公司正在開發一個名為Omniverse的元宇宙基礎設施項目，該項目允許世界各地的開發者實時合作，建立元宇宙內容創作軟件。Together Labs公司也在研究創造逼真化身的技術，它將利用人工智能使歷史人物仿似復活。2022年，香港科技大学公布了MetaHKUST项目（主要负责人为许彬），结合AR、VR和社交网络技术搭建了一个元宇宙教学平台，为香港科技大学和香港科技大学（广州）的师生提供跨越地理限制的沉浸式互动学习环境。
在房地產領域，元宇宙可用於擬真的虛擬房屋參觀。 購房者將可以在自己家裡通過元宇宙參觀位於世界任何角落的房屋。NFT虛擬房地產亦為一個新市場。其一例子為 "Mars House"，在2021年以50萬美元售出之NFT房屋。
在音樂領域，近年有部分藝人在《我的世界》、《機器磚塊》、《堡壘之夜》等遊戲中舉行元宇宙演唱會，饒舌歌手崔維斯·史考特2020年在《堡壘之夜》開辦的演唱會就創下2000萬美元的收入。
在整合領域，2022 年 2 月HTC VIVE 推出了 VIVERSE 	 
元宇宙生態系統，由旗下 5G 產品、VIVE VR 設備以及 ENGAGE 和 VRChat 等合作夥伴組成，讓用戶及非用戶能透過VR裝置及電話來體驗元宇宙世界。
企業主也將能使用元宇宙，包括推出虛擬版的實體設施，並提供更為逼真的網上購物體驗。顧客可以參觀虛擬購物商場，嘗試與現實生活中的尺寸相稱的虛擬三維物品，這將減少網上購物時產品的不確定性，令使用者更安心購物
目前現有的應用技術包括了虛擬實境（VR），將來腦機接口技術可望應用於虛擬實境。 然而，美國科技業巨擘馬斯克（Elon Musk）對Meta的元宇宙嗤之以鼻，笑稱「沒人會想把螢幕整天綁在臉上」。

## 批評與憂患
羅倫·傑克遜（英語：Lauren Jackson）於2022年2月《紐約時報》的報導文章中，指稱元宇宙缺乏硬體和軟體的基礎設施、平台開發的壟斷方式、缺乏明確管理標準而無法實現規模化，盡管尼克·博斯特罗姆等人認為未來的技術發展如更逼真的電腦圖型和人工智慧的進化，將繼續促進用戶參與元宇宙，進而促成元宇宙的「常態化」。
威尔乌創始人加布·纽维尔評論「元宇宙是個胡說八道的玩意，大多數談論的人完全不知道自己在說什麼，顯然他們並沒有玩過MMORPG」，他認為「真正的虛擬世界、身歷其境的遊戲老早已經存在了幾十年，並且已經可以做到所有的事情，遠比這些所謂的『新概念』還要來得多」，他指出現在的所謂「元宇宙」是「一堆基於區塊鏈的《第二人生》仿冒品，業者想辦法以數百萬的價格向商業品牌出售虛擬房地產」。
日本動畫電影導演細田守接受採訪時，評論「元宇宙是人們一直在尋求的渴望和希望，期待元宇宙的視覺技術演變」，但也表示「擔憂元宇宙給世界帶來能夠解決社會問題的優勢沒有明確描述、造成它的意義被延遲」，還指出元宇宙時代會迎來一種平等的世界。後續在2023年接受《日本經濟新聞》訪問時再度論及元宇宙話題，稱「它的建設應該考慮到公共性。它不應該是為了企業或國家的利益而存在的。如果霸權之爭繼續下去，它將成為一個缺乏公共性的地方，成為一個極端的對立面。元宇宙不應該成為爭奪既得利益的場所。」。
琉球大學工學部教授兼H2L創辦者玉城繪美接受媒體《NetlB-NEWS》採訪時稱，元宇宙的商業用途、娛樂和體育服務內容可讓使用者迅速增加，未來還會持續增加服務項目。世界各地的公司都會推出可以在元界使用的服務和產品，人們在元宇宙工作、觀光、共享身體、接受培訓將成為常態，約會也是重要的服務，但也指稱不容忽視的是「情色」領域。她評論道，未來第三產業的虛擬空間經濟規模有可能大於現實世界，元宇宙在身體共享技術方面的開發難度偏高，而未來的技術處理能力將會追上，同時元宇宙和VR都有壓縮時間的作用。玉城繪美稱要到2029年才能實現超越現實的身體共享。
Canalys首席分析師鲍尔認為一些成人娛樂可能在元宇宙中成功，商業領域絕大部分元宇宙項目將在2025年之前失敗。

## 道德與法律

### 元宇宙中性侵問題
在元宇宙中進行虛擬性侵，是否屬性侵犯，這個問題引起社會中關注及爭議。在英國，有一位少女向報方報案，稱她在玩虛擬實境遊戲時，遊戲中的身份，遭多名陌生男玩家性侵。正式對這起事件進行調查，成為首宗元宇宙性侵案。警方認為，雖然元宇宙中性侵沒有涉及實體的性侵，甚至沒有身體接觸，但玩家受到的心理創傷，與真實世界被性侵受害者相同。同時負責調查的警員也認為，一個能在虛擬實境中性侵的人，在現實生活中一樣會做出類似可怕的事。不過，由於目前當地的法律要涉及身體接觸才能構成強姦罪，因此該少女無法就現行法律下提出訴訟。但事件引起廣泛討論，有警務人員和專家認為有需要為此進行立法，保護市民免受元在宇宙中被強姦或性侵。

## 創作作品中的元宇宙
| 登場作品         | 介紹 |
| ---------------- | --- |
| 《潰雪》         | 「Metaverse」一詞最早見於尼尔·斯蒂芬森1992年的科幻小说《潰雪》。斯蒂芬森用这个词来描述一个基于虚拟现实的互联网后继者。在本書中，Metaverse是一個虛擬的城市環境，沿著一條100米寬的道路發展，覆蓋了一個無特征的、黑色的、完美球形星球上整個65536公里周長。這個虛擬世界中的土地可以被購買，並在上面開發建筑。Metaverse的用戶可以通過高品質的個人虛擬現實眼鏡，或通過高品質的公共虛擬現實眼鏡進入，並與彼此或軟體客戶端進行互動。故事裏有一種總是待在Metaverse的用戶的次文化﹔他們因其怪異的外表而被冠以「石像鬼」的惡稱。Metaverse的用戶以第一人稱視角來體驗它。在Metaverse中，個人用戶可以爲任何形式的化身出現，唯一的限制是高度「以防止人們把他們的化身變成一英里高」。交通工具僅限於步行或車，與現實中一樣。 |
| 《駭客任務系列》 | 電影《駭客任務系列》描述了一個反烏托邦的未來：人類在不知的情況下被困在一個名為「母體」（Matrix）的元宇宙裏，而智能機器在利用人類的身體作為能量來源的同時分散人類的注意力。 |
| 《一級玩家》     | 2011年科幻小說《一級玩家》及其 同名改编电影描述了2045年的世界被能源危機和全球暖化所籠罩，造成廣泛的社會問題和經濟停滯。大多數人逃避現實的方式是通過VR眼鏡和有線手套進入名為「綠洲」（OASIS）的元宇宙。OASIS既是一個大型多人線上遊戲，又是一個虛擬社會。用戶可在「綠洲」進行娛樂、競賽、社交、商業活動等。 |
| 《神經喚術士》   | 1984年科幻小說《神經喚術士》描述了一個具有網絡空間的反烏托邦未來。主角是黑社會中的一位低級電腦黑客。該小說普及了網絡空間（英語：cyberspace）這一術語。有別於元宇宙，網絡空間是一個更具包容性的概念，反映了跨越所有表現維度的共享在線空間的整體。例如，與《神經喚術士》中引入的身體和心靈的笛卡爾式分離虛構概念（身體跟心靈只能觀其一）不同，元宇宙允許其用戶在與虛擬環境互動的同時仍然意識到他們的真實環境（可同時觀測兩者）。 |
| 《刀劍神域》     | 2002年網路科幻小說《刀劍神域》 描述2022年5月，大廠牌電子機械製造商ARGUS發佈了能夠實現的機器NerveGear，人們可以通過NerveGear進行完全潛行以進入虛擬世界。 |
| 《加速世界》     | 2007年10月網路科幻小說《加速世界》 描述2046年，人人都使用名為「神經連結裝置」（Neuro-Linker）的終端連線設備，生活的大半時間都可以建構在網路世界的不遠未來。 |
| 《夏日大作戰》   | 2009年細田守執導的網路科幻動畫電影《夏日大作戰》，描繪擁有全球16億名用戶、以大型虛擬世界「OZ」為主流的世界，系統提供多國語言直接翻譯，使用者可在「OZ」建立虛擬分身，電話、電腦進入虛擬世界進行娛樂、商業、競賽等活動，政府也會利用「OZ」發佈公告和提供線上服務，全球的電子系統與「OZ」密切相關。「OZ」的守護者為兩條名為「John」、「Youko」的鯨魚。 |
| 《龍與雀斑公主》 | 2021年細田守執導的網路科幻動畫電影《龍與雀斑公主》，作品描述的元宇宙是擁有全球50億名用戶、名為「U」的大型虛擬世界。使用者註冊「U」的個人帳號時，需要利用電話搭配個人配件，掃描包含生物資訊在內的和個人資訊，藉此創立簡稱「AS」的虛擬分身和透過科技裝置（電話、電腦等）進入虛擬世界。「U」可保障使用者的個人資訊安全和激發使用者的潛能，提供多國語言自動翻譯，使用者登入期間的生理和心理反應同時會投射在「AS」身上，還能從事娛樂、商業、競賽、表演等活動，創建者則有解除用使用者「AS」外型曝光真面目的權限。「U」沒有設立警備制度，因此有志願者組成自警團管理「U」的秩序。 |

## 流行文化

### 電影
- 《電子世界爭霸戰》（1982年）
  - 《创：战纪》（2010年）
- 《駭客任務》（1999－2021年）
- 《異次元駭客》（1999年4月16日）
- 《感官遊戲》（1999年4月23日）
- 《一級玩家》（2018年）
- 《失控玩家》（2021年）

### 小說
- 《潰雪》（1992年）
- 《一級玩家》（2011年）
  - 《二級玩家》（2020年）

### 電視影集
- 《黑鏡》（2011年）（Netflix）
  - 第3季第4集：聖朱尼佩洛
  - 第4季第1集：聯邦星艦卡里斯特（英语：USS Callister）
  - 第5季第1集：生死搏擊
- 《女超人》第5季（2015年）（The CW）
- 《上傳天地》（2020年）（Amazon）
- 《邊緣世界》（2022年10月）（Amazon）
- 《1899》（2022年11月）（Netflix）

### 動畫電影
- 《夏日大作戰》(2009年)
- 《龍與雀斑公主》(2021年)

### 動畫
- 《創：崛起》（2012年6月）
- 《刀劍神域》（2012年7月）
- 《Fate/EXTRA Last Encore》(2018年)
-  - 迷宫游戏篇（2022年）
- 《絆之Allele》(2023年)

### 電玩遊戲
- 《Fate/EXTRA》（2010年）
- 《雙影奇境》（2025年）